# Maikowo (Kaliningrad)
Maikowo (Майково, deutsch Neu Park) war ein Ort in der russischen Oblast Kaliningrad (Gebiet Königsberg (Preußen)). Seine Ortsstelle gehört zum Munizipalkreis Rajon Bagrationowsk (Stadtkreis Preußisch Eylau).

## Geographische Lage
Die Ortsstelle von Maikowo liegt im südlichen Westen der Oblast Kaliningrad, 20 Kilometer nordwestlich der einstigen Kreis- und heutigen Rajonshauptstadt Preußisch Eylau (russisch Bagrationowsk).

## Geschichte
Um 1832 wurde der aus mehreren kleinen Höfen bestehende Ort Neu Park gegründet. Im Jahre 1874 kam die Landgemeinde Neu Park zum neu gebildeten Amtsbezirk Arnsberg (russisch Pobeda) im ostpreußischen Kreis Preußisch Eylau. 45 Einwohner zählte Neu Park im Jahre 1910.
Am 30. September 1928 gab Neu Park seine Eigenständigkeit auf und schloss sich mit dem Gutsbezirk Arnsberg zur neuen Landgemeinde Arnsberg zusammen.
Als 1945 in Kriegsfolge das gesamte nördliche Ostpreußen an die Sowjetunion fiel, war auch Neu Park davon betroffen. 1947 wurde es in „Maikowo“ umbenannt und in den Wladimirowski selski Sowet (Dorfsowjet Tharau) eingegliedert. Doch bereits in den 1950er Jahren verwaiste Maikowo mehr und mehr, weil neue Siedler nicht lange blieben. Bereits mehrere  Jahre vor 1969 galt er Ort als verlassen und ist nicht mehr vorhanden. Seine kaum noch erkennbare Ortsstelle gehört zum Munizipalkreis Rajon Bagrationowsk (Stadtkreis Preußisch Eylau) in der Oblast Kaliningrad der heutigen Russischen Föderation.

## Religion
Die fast ausnahmslos evangelische Bevölkerung von Neu Park war bis 1945 in die Kirche Kreuzburg (Ostpreußen) in der Kirchenprovinz Ostpreußen der Kirche der Altpreußischen Union eingepfarrt.

## Verkehr
Die Ortsstelle von Maikowo resp. Neu Park ist von Pobeda (Arnsberg) aus auf einer Landwegverbindung zu erreichen.